# Neosho (Missouri)
Pour les articles homonymes, voir Neosho.
La ville de Neosho (en anglais [niːˈoʊʃoʊ]) est située dans le comté de Newton, dans l’État du Missouri, aux États-Unis. Sa population s’élevait à 11 835 habitants lors du recensement de 2010, estimée à 12 181 habitants en 2016.